# NDM-1
New Delhi metallo-beta-lactamase (Металло-бета-лактамаза из Нью-Дели; фермент — NDM-1, ген — blaNDM-1) — ген и кодируемый им фермент, делающий бактерии резистентными к практически всем бета-лактамным антибиотикам, включая Карбапенемы. Ген кодирует новый, ранее неизвестный вид фермента металло-бета-лактамаза из группы бета-лактамаз. Этот вариант фермента отличается универсальностью и очень высокой способностью расщеплять различные антибиотики. Бактерии, несущие этот ген, часто называются в новостях «superbugs» (сверхинфект, супербактерия). На настоящий момент известно, что некоторые штаммы Escherichia coli и Klebsiella pneumoniae несут данный ген, но он может быть передан и другим микроорганизмам за счет горизонтального переноса генов. Перенос является очень вероятным, так как ген был обнаружен на плазмиде — кольцевой ДНК, которая легко передается между видами. Также, в отличие от Грам-положительной больничной инфекции МРЗС, носителями гена являются грам-отрицательные бактерии, против которых разработано меньше антибиотиков.

## Функции
Ген кодирует металло-бета-лактамазу — фермент, который гидролизирует и тем самым инактивирует антибиотики семейства бета-лактамов. До настоящего времени эти антибиотики являлись наиболее универсальными и широкоприменяемыми, способными подавлять большинство бактерий за счет подавления образования слоев их клеточных стенок. Устойчивость, получаемая бактериями с этим геном, следовательно, позволяет им широко распространяться среди людей, так как они будут подвержены меньшей межвидовой и внутривидовой конкуренции со стороны бактерий, чувствительных к антибиотикам и подавляемых при обычном лечении.
Следующие классы антибиотиков инактивируются ферментом:
- Цефалоспорины
- Пенициллины
- Карбапенемы

До появления данного фермента карбапенемы считались наиболее устойчивыми к действию бета-лактамаз и использовались при борьбе со многими больничными штаммами, резистентными к другим антибиотикам.
Антибиотик Азтреонам, согласно исследованию группы Yong, является единственным бета-лактамным антибиотиком, устойчивым к данному ферменту. В то же время, этот антибиотик неустойчив к воздействию бета-лактамаз расширенного спектра (Extended-spectrum beta-lactamase, ESBL). Бактерии, несущие гены, кодирующие ESBL-ферменты в настоящее время достаточно широко распространены.

## Источник и распространение
Ген назван в честь города Нью-Дели, столицы Индии, где он был обнаружен и исследован группой учёных во главе с Yong в 2009 году. В настоящее время бактерии, несущие ген, широко распространены в Индии и близко расположенном Пакистане, особенно в лечебных учреждениях. Они были занесены в Европу из этого региона людьми, которые проходили госпитализацию в названных странах. Обычно, инфицирование происходило при получении лечения в неасептических условиях. В большинстве случаев, люди проходили дешёвые косметические процедуры, заражались во время них и привозили резистентных бактерий на родину.
На Июнь 2010, в США описано 3 случая носительства энтеробактерий, имеющих ген NDM-1. В научном исследовании, опубликованном в августе 2010, было показано наличие гена в 44 случаях в Ченнай, 26 в Харьяна, 37 в Великобритании, и 73 в различных местах в Индии и Пакистане. В 36 случаях ген несли бактерии вида Escherichia coli и в 111 — Klebsiella pneumoniae.

## Последствия
12 января  2011 Richard Horton, редактор журнала Lancet, принёс извинения и признал, что ошибочно называл бактерию в честь Нью-Дели. Позже Ajai R. Singh, редактор  Mens Sana Monographs, предложил переименовать  NDM-1 в  PCM Plasmid-encoding Carbapenem-resistant Metallo-beta-Lactamase.